# Amarochara nakuruensis
Amarochara nakuruensis – gatunek chrząszcza z rodziny kusakowatych i podrodziny rydzenic.
Gatunek ten opisał po raz pierwszy w 1996 roku Roberto Pace na łamach „Revue suisse de Zoologie”. Jako lokalizację typową wskazano okolice Mundui Estate nad jeziorem Naivasha w kenijskim hrabstwie Nakuru.
Chrząszcz o błyszczącym, wydłużonym w zarysie ciele długości 2,5 mm. Głowa jest ruda, niesiateczkowana, o drobnym i zatartym punktowaniu. Czułki mają człony pierwszy i drugi żółtorude, a człony pozostałe brązowe. Rude przedplecze ma drobne i zatarte punktowanie, nie ma zaś siateczkowania. Również rude pokrywy pozbawione są siateczkowania, mają natomiast ziarenkowanie. Barwa odnóży jest rudożółta. Odwłok jest rudy z rudobrązowymi wolnymi urotergitami czwartym i piątym, pozbawiony siateczkowania. Genitalia samicy różnią się od tych u podobnej A. sparsa dwufalistą częścią proksymalną spermateki zwężającą się ku słabo wyróżnionej proksymalnej nabrzmiałości.
Owad afrotropikalny, znany wyłącznie z Kenii. Spotkany na rzędnych 1950 m n.p.m.